# Rio Asuwa
O rio Asuwa (Em japonês: 足羽川, Asuwa-gawa) é um rio situado na província de Fukui, oeste japonês. É um afluente do rio Hino (Em japonês: 日野川, Hino-gawa).

## Afluentes
(Na cidade de Ikeda-chō)
- Rio Naramata (楢股川, Naramata-gawa)
- Rio Waridani (割谷川, Waridani-gawa)
- Rio Uomi (魚見川, Uomi-kawa)
- Rio Mizūmi (水海川, Mizūmi-gawa)
- Rio Heko (部子川, Heko-gawa)

(Na cidade de Fukui-shi)
- Rio Kamiajimi (上味見川, Kamiajimi-gawa)
- Rio Hanyū (羽生川, Hanyū-gawa)
- Rio Ashimi (芦見川, Ashimi-kawa)
- Rio Ichijyōdani (一乗谷川, Ichijyōdani-gawa)
- Rio Ara (荒川, Ara-kawa)

## Ver também

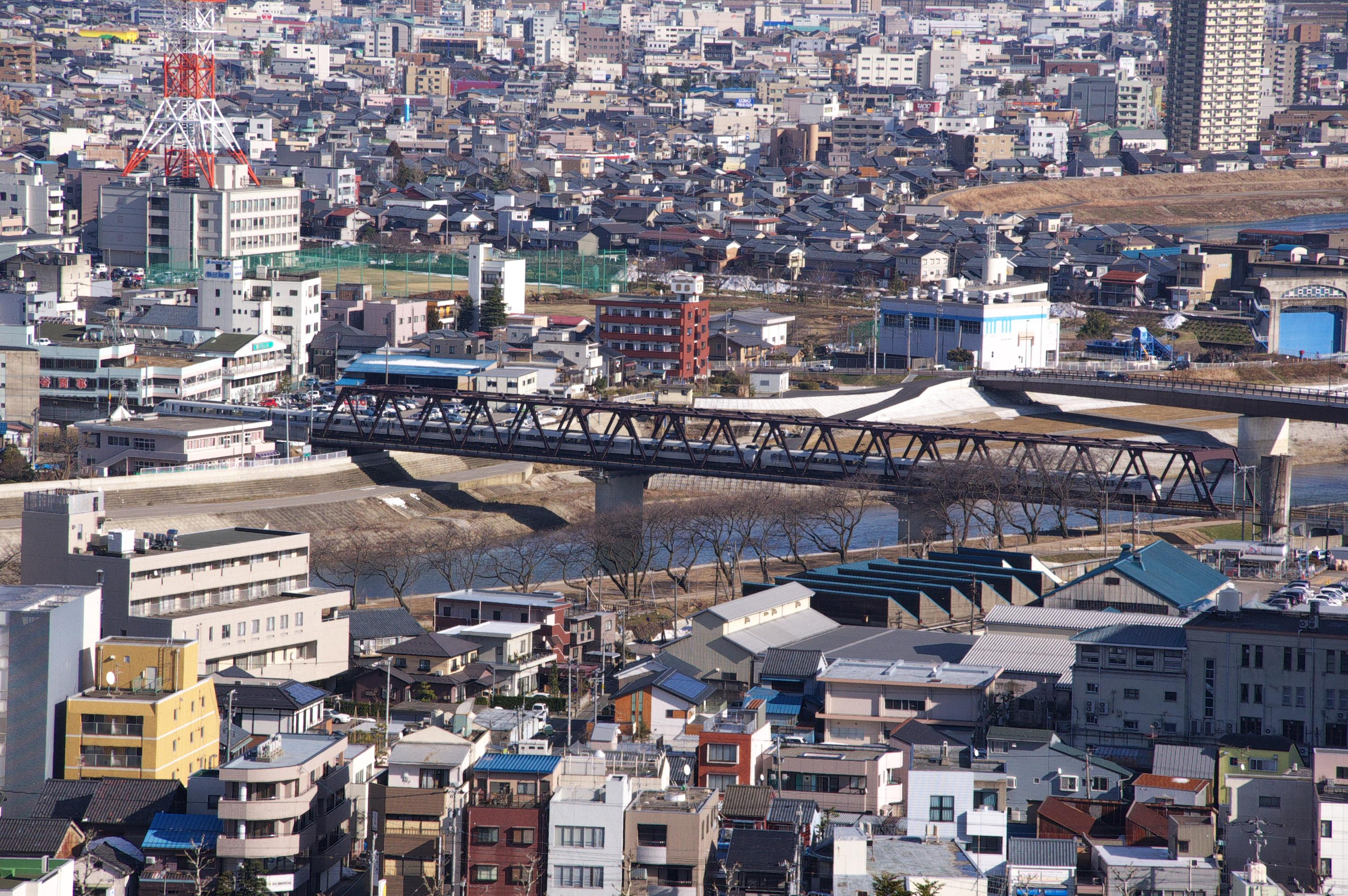
Parte urbana do rio Asuwa na cidade de Fukui-shi.

## Notas

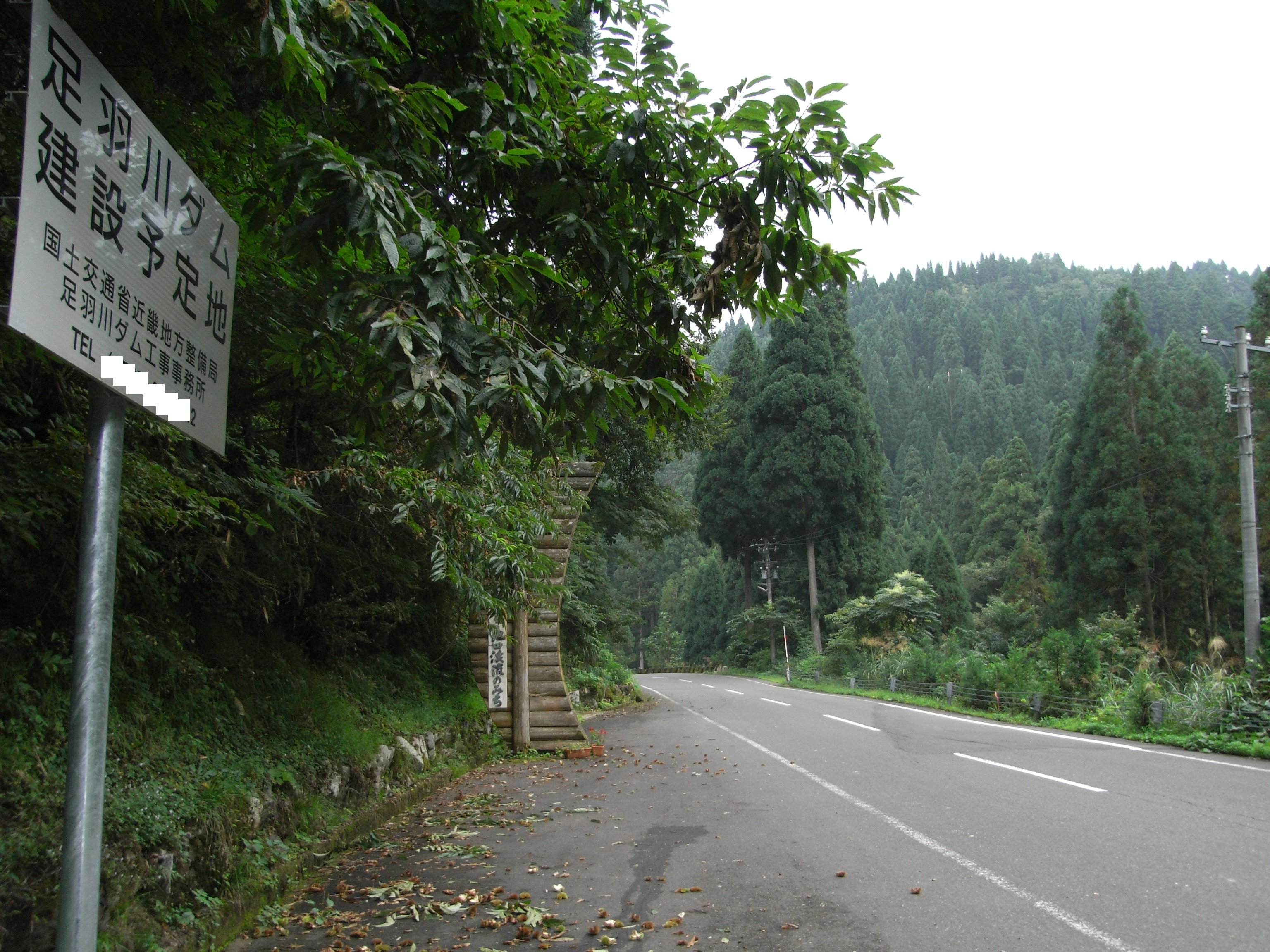
Na placa: Canteiro de obras planejado da barragem do rio Asuwa (足羽川ダム建設予定地), às margens do rio.